# Парнский язык
Парнский язык (дахский) — язык древнего племени парнов (дахов), жившего на юго-западе современного Туркменистана, к востоку от Каспийского моря. Возможно был одним из сакских языков.
Относился к восточной группе иранских языков, в отличие от северо-западно-иранского парфянского языка, на который парны перешли после переселения около 250 года до н. э. к югу на территорию Парфии. Вскоре после этого парны сплотили остальное население Парфии (парфян), превратив её в мощное централизованное государство, впоследствии превратившееся в крупную империю (Парфянское царство).